# 广达大道

濠江区综合交通规划图 2007-2020

广达大道  是连接达濠与广澳间的一条重要公路，在埭头与磊广路相接，往南一直到广澳港，全长6公里。广达大道东侧为汕头保税区，西侧由北往南依次为埭头、溪头、大浍、三寮几个村子，南端为广澳村和广澳港。在广澳港疏港大道建成之前，是广澳港唯一的陆路通道。

## 相衔接的公路
由北往南依次为：

- 磊广路
- 东湖西路
- 广澳港疏港大道（在建）

交叉路口

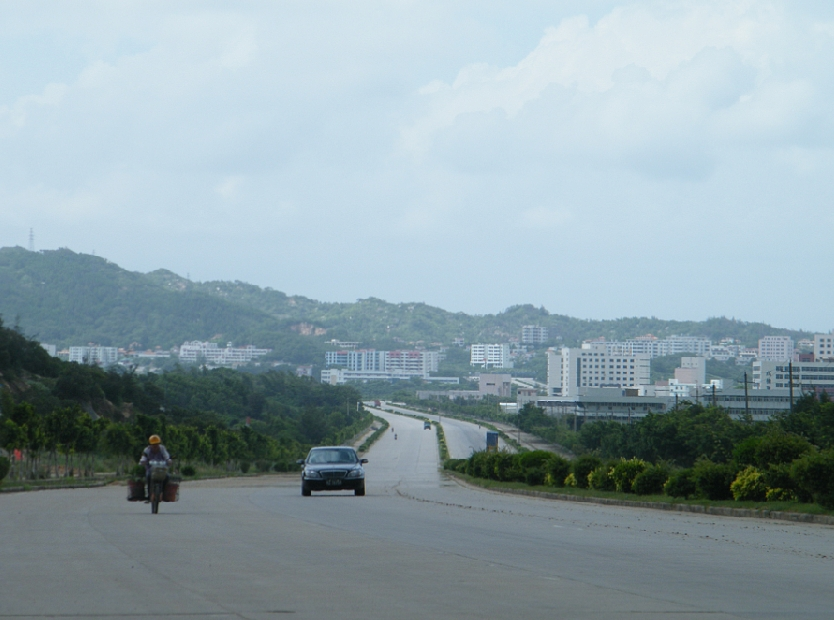
三寮段广达大道

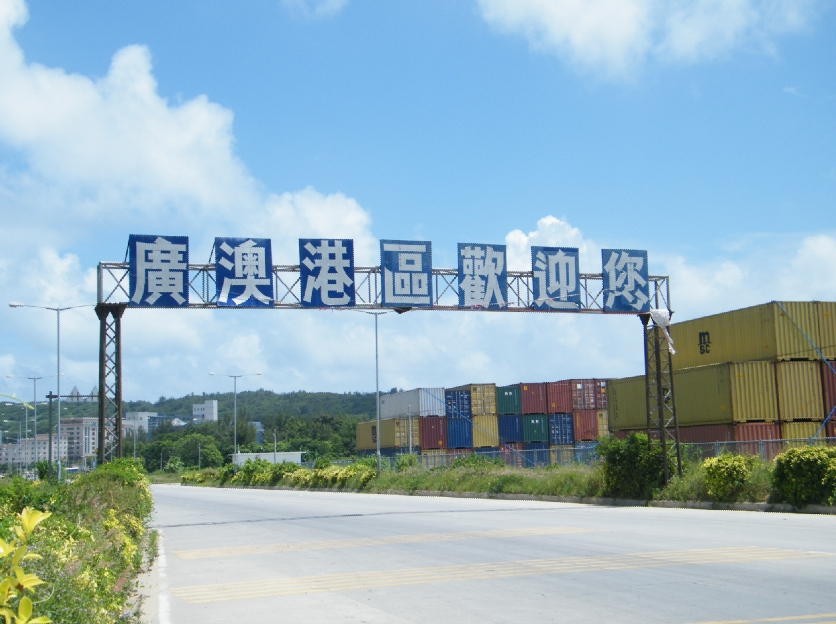
进入广澳港的欢迎牌

- 在埭头汕头党校与磊广路和东湖西路形成T字路口
- 广澳港疏港建成后，将在三寮形成T字路口。

## 途经的重要地点
- 埭头村
- 汕头保税区正门
- 溪头村
- 大浍村
- 三寮村
- 广澳中学东校区
- 广澳村
- 广澳港

末端为广澳大山，可前往：
- 广澳风力发电场
- 表角灯塔

## 公交路线
35路